# Brussels Airlines
Brussels Airlines (codi IATA: SN, codi OACI: BEL és l'aerolínia nacional de Bèlgica i la seva base es troba a l'Aeroport de Brussel·les-Zaventem. L'aerolínia és membre d'IATA i la Association of European Airlines.

## Història
Brussels Airlines va ser creada per la fusió de SN Brussels Airlines (SNBA) i Virgin Express.
El 12 d'abril de 2005, SN Airholding, la companyia darrere de SNBA va signar un acord amb Richard Branson, atorgant-li el control de Virgin Express.
El 31 de març de 2006, SNBA i Virgin Express van anunciar la seva fusió en una única companyia. El 7 de novembre de 2006, el nou nom, Brussels Airlines, va ser anunciat en una conferència de premsa a l'Aeroport de Brussel·les-Zaventem.
Brussels Airlines va iniciar les seves operacions el 25 de març de 2007. L'aerolínia espera acaparar almenys el 55% del mercat de l'Aeroport de Brussel·les-Zaventem. Brussels Airlines sumarà destinacions de llarg abast, especialment a Amèrica del Nord, i intentarà reforçar el seu posicionament de l'aerolínia a Àfrica. L'aerolínia també va anunciar que planeja expandir la seva flota de llarg abast, el qual fins al moment consta de tres Airbus A330-300. El gener de 2007, la companyia va anunciar que havia adquirit un quart Airbus A330, procedent de la liquidada companyia Air Madrid.

## Servei
En els vols europeus, l'aerolínia oferix dos tipus de passatges, b-flex and b-light.
- b.flex economy+ és el passatge més car, oferint un servei complet, tals com premsa i càtering lliure.
- b.light economy és el passatge més barat, amb snacks i begudes amb càrrec.
- b.business

Per als vols de llarg abast, a més dels vols a Hèlsinki, Moscou, Sant Petersburg i Tel-Aviv, Brussels Airlines continua oferint les tradicionals classes econòmica i executiva. Brussels Airlines ha respectat els acords de codi compartit signats pel seu predecessor, SN Brussels Airlines.